# Runaway Horses
Runaway Horses — третий сольный студийный альбом американской певицы Белинды Карлайл, выпущенный 3 октября 1989 года лейблом MCA Records. В альбом вошли песни, написанные Риком Ноуэлсом, Эллен Шипли, Шарлоттой Кэффи, а также одна композиция, написанная в соавторстве с самой Карлайл. В записи пластинки приняли участие многие приглашённые артисты, включая Джорджа Харрисона и Брайана Адамса.
Диск достиг 37-го места в американском рейтинге Billboard Top Pop Albums, что было значительно ниже уровня продаж предыдущего альбома Карлайл 1987 года Heaven on Earth, но в Великобритании он поднялся на четвёртое место в UK Albums Chart, где он был сертифицирован как дважды платиновый.

## Продвижение и коммерческие показатели
В общей сложности шесть синглов были выпущены с Runaway Horses, многие из них имели успех на большинстве рынков, а сам альбом подарил Карлайл ещё четыре международных хита, входивших в десятку лучших. «Leave a Light On» была первой песней, выпущенной с альбома, она вошла в десятку лучших по всему миру, включая Великобританию, где она достигла четвёртого места (и получила серебряный сертификат), Австралию, где она заняла пятое место, и Канаду, где она поднялась на восьмую строку. На родине певицы трек немного не дотянул до десятки лучших, достигнув 11-го места. В Японии «Leave a Light On» поступил в продажу в октябре 1989 года, синхронно со следующим по счёту — «(We Want) The Same Thing». На прилавках британских магазинов «(We Want) The Same Thing» появился только в октябре 1990 года и стал пятым синглом в карьере исполнительницы, входившим в местный Топ-10. «La Luna» получилась третьей песней с альбома реализованной в виде сингла, она вошла в Топ-40 хитов в Австралии и Великобритании, а также оказалась её третьей песней, попавшей в десятку лучших в Швейцарии. Четвёртой сорокопяткой вышла «Summer Rain», она вошла в десятку лучших в Австралии и в тридцатку лучших в США (где она была выпущена вторым синглом) и Соединённом Королевстве (где она оказалась шестым и последним релизом с пластинки, появившись на рынке только в декабре 1990 года). «Runaway Horses» стала пятым выпущенным синглом, но она не имела такого успеха, как предыдущие, сумев достичь лишь 40-го места в Великобритании. Заключительный шестой релиз с LP «Vision of You» был наименее успешен, занявшим в сравнении с предшественниками самые низкие позиции в чартах, достигнув лишь 41-й позиции на Британских островах, а его переиздание в 1991 году смогло достичь 71-го места.
Пластинка дебютировала в Billboard Top Pop Albums 21 октября 1989 года и после семи недель медленного продвижения вверх в чартах достиг своей высшей позиции на 37-й строчке, что ниже, чем у двух предыдущих альбомов. Студийник провёл в рейтинге альбомов в общей сложности 25 недель и получил статус золотого по версии RIAA. Runaway Horses стал последним альбомом Карлайл, попавшим в чарты в Соединённых Штатах.
В Великобритании работа певицы появилась в UK Albums Chart 4 ноября 1989 года на четвёртом месте, что стало наивысшим достижением, совпадающим с позицией её предыдущего альбома. В течение следующих 18 месяцев диск опускался и поднимался в чарте и снова вошёл в топ-10 в 1991 году. Пять синглов с альбома вошли в UK Топ-40, два из которых достигли Топ-10. В общей сложности диск провёл 39 недель в UK Top 100 и был сертифицирован BPI как платиновый. Карлайл была вручена её платиновая пластинка в прямом эфире на субботнем утреннем детском телешоу Going Live! на BBC One.
Также пластинке сопутствовал успех в Австралии; она смогла подняться на шестую позицию, а уровень продаж позволил получить дважды платиновый статус, по итогам года заняв 24-е место в списке наиболее продаваемых 1990 года.

## Переиздания
Runaway Horses неоднократно переиздавался. В 2013 году компания Demon Music Group переиздала большую часть сольного бэк-каталога певицы. В рамках этой кампании 26 августа 2013 года был переиздан и Runaway Horses в формате бокс-сета, состоящего из двух компакт-дисков и DVD. Оригинальный альбом был ремастирован, в качестве дополнительных материалов покупателю предлагались сингловые версии треков, ремиксы к ним, а также би-сайды. На DVD были представлены видеоклипы с лонгплея и эксклюзивное интервью с Карлайл, в котором она обсуждает данную запись.
В 2019 году тридцатилетний юбилей пластинки певица отметила туром Runaway Horses 30th Anniversary Tour, а также ещё одним значимым переизданием. На этот раз бокс-сет не включал в себя видеоматериалы. В его состав вошли компакт-диск (с записью оригинального альбома и тремя новыми бонус-треками) и четыре виниловых грампластинки. В целом треклист совпадал с переизданием 2013 года, материалы распределялись по пластинкам следующим образом: 1-й диск представлял собой дубликат оригинального релиза Runaway Horses, второй содержал сингловые версии композиций и би-сайды, третий — ремиксы, четвёртый наполняли даб-версии и а капелльные миксы. Все пластинки были отлиты из белого винила. Главной изюминкой бокс-сета были три новых записи, приуроченных специально для него. Ими стали кавер-версии «If You Could Read My Mind» Гордона Лайтфута, «I Need You to Turn To» Элтона Джона и «Both Sides, Now» Джони Митчелл. Они располагались на оборотной стороне четвёртой грампластинки, а также шли бонус-треками на компакт-диске.

## Список композиций
Слова и музыка всех песен — Рик Ноуэлс и Эллен Шипли, если не указано иное.
| №   | Название                   | Автор(ы)                                                   | Длительность |
| --- | -------------------------- | ---------------------------------------------------------- | ------------ |
| 1.  | «Leave a Light On»         |                                                            | 4:33         |
| 2.  | «Runaway Horses»           |                                                            | 4:42         |
| 3.  | «Vision of You»            |                                                            | 4:40         |
| 4.  | «Summer Rain»              | Робби Сейдман Мария Видал [англ.]                          | 5:25         |
| 5.  | «La Luna»                  |                                                            | 4:43         |
| 6.  | «(We Want) The Same Thing» |                                                            | 4:03         |
| 7.  | «Deep Deep Ocean»          | Том Келли [англ.] Эми Скай [англ.] Билли Стейнберг [англ.] | 4:05         |
| 8.  | «Valentine»                | Дэвид Мандей Сэнди Стюарт [англ.]                          | 5:03         |
| 9.  | «Whatever It Takes»        |                                                            | 4:47         |
| 10. | «Shades of Michaelangelo»  | Шарлотта Кэффи [англ.] Белинда Карлайл                     | 5:52         |

## Участники записи
Список составлен в соответствии с информацией базы данных Discogs.

| Музыканты: - Белинда Карлайл — ведущий вокал - Чарльз Джадж — клавишные (песни 1−7, 10), акустическое фортепиано (песни 2, 7, 9) - Джимми Хаскелл — аккордеон (песня 5) - Сэнди Стюарт — акустическое фортепиано (песня 8) - Дэвид Мандей — клавишные (песня 8), гитары (песня 8), бас (песня 8), программирование ударных (песня 8) - Рик Ноуэлс — гитары (песни 1, 9), акустическая гитара (песни 2, 10), электрогитара (песня 2), испанская гитара (песни 3, 5), клавишные (песня 5) - Бен Шульц — гитары (песни 1, 7), акустическая гитара (песня 3), 12-струнная гитара (песня 3) - Джордж Харрисон — соло на слайд-гитаре (песня 1), 12-струнная гитара (песня 7), 6-струнный бас (песня 7) - Экс Уай Джонс — гитары (песни 1, 4, 6−10), электрогитара (песня 2) - Стив Люкатер — гитары (песня 6) - Джон Пирс — бас (песни 1−4, 6, 7, 9) - Эрик Прессли — бас (песня 10) - Руди Ричман — ударные (песни 1, 3) - Луис Конте — индейские барабаны (песня 2), перкуссия (песни 2, 10), бонго (песня 3), шейкер (песня 3) - Хорхе Блэк — перкуссия (песня 2), том-том (песня 2), бас (песня 5) - Кенни Аронофф — ударные (песни 6, 7, 9) - Пол Бакмастер — дирижёр и аранжировщик струнных партий (песня 4) - Сид Пейдж — скрипка (песня 5) - Бекка Брамлет — бэк-вокал (песни 1−9) - Донна де Лори — бэк-вокал (песни 1−5, 7−9) - Эллен Шипли — бэк-вокал (песни 1−3, 5, 7, 9) - Мария Видал — бэк-вокал (песни 1−9) - Н’Ди Дэвенпорт — бэк-вокал (песня 3) - Кармен Туилли — бэк-вокал (песня 6) | Музыканты: - Мона Лиза Янг — бэк-вокал (песня 6) - Лора Хардинг — бэк-вокал (песня 8) - Брайан Адамс — бэк-вокал (песня 9) Технический персонал: - Рик Ноуэлс — продюсер, аранжировщик - Роберт Фейст — звукоинженер - Дэвид Леонард — звукоинженер - Стив Макмиллан — звукоинженер, инженер сведения - Стив Маркантонио — звукоинженер - Дэйв Миген — звукоинженер - Лоуренс Итан — ассистент звукоинженера - Лори Фумар — помощник инженера - Скотт Симингтон — помощник инженера - Майк Таччи — помощник инженера - Рэнди Уайн — помощник инженера - Марк ДеСисто — инженер сведения - Шелли Якус — инженер сведения - Стивен Маркуссен — мастеринг-инженер - Лора Хардинг — координатор производства - Тимоти МакДэниел — координатор производства - Норман Мур — арт-директор, дизайнер - Херб Ритц — фотограф - Джанин Брейден — личный помощник |

## Позиции в хит-парадах
| Хит-парад (1989—1990)               | Высшая позиция | Пребывание в чарте |
| ----------------------------------- | -------------- | ------------------ |
| Австралия (ARIA)                    | 6              | 39 недель          |
| Австрия (Ö3 Austria)                | 13             | 15 недель          |
| Великобритания (UK Albums Chart)    | 4              | 39 недель          |
| Европа (European Top 100 Albums)    | 16             | нет данных         |
| Италия (Musica e dischi)            | 24             | 2 недели           |
| Канада (RPM Albums Chart)           | 38             | 18 недель          |
| Нидерланды (Album Top 100)          | 64             | 11 недель          |
| Новая Зеландия (RMNZ)               | 32             | 7 недель           |
| США (Billboard 200)                 | 37             | 25 недель          |
| США (Cash Box Top 200 Albums)       | 48             | нет данных         |
| Финляндия (Suomen virallinen lista) | 11             | 23 недели          |
| ФРГ (Offizielle Top 100)            | 24             | 21 неделя          |
| Швейцария (Schweizer Hitparade)     | 12             | 28 недель          |
| Швеция (Sverigetopplistan)          | 4              | 10 недель          |
| Япония (Oricon)                     | 14             | 6 недель           |

| Год  | Хит-парад                                 | Позиция |  |
| ---- | ----------------------------------------- | ------- |  |
| 1989 | Великобритания (Gallup Poll)              | 57      |  |
|      |                                           |         |  |
| 1990 | Австралия (ARIA)                          | 24      |  |
| 1990 | Европа (Year-End European Top 100 Albums) | 88      |  |
| 1990 | ФРГ (Jahrescharts Deutschland)            | 90      |  |
| 1990 | Швейцария (Schweizer Jahreshitparade)     | 34      |  |
|      |                                           |         |  |
| 1991 | Великобритания (Gallup Poll)              | 84      |  |

## Сертификации
| Регион                                                      | Сертификация  | Продажи  |
| ----------------------------------------------------------- | ------------- | -------- |
| Австралия (ARIA)                                            | 2× Платиновый | 140 000^ |
| Великобритания (BPI)                                        | 2× Платиновый | 600 000^ |
| Испания (PROMUSICAE)                                        | Золотой       | 50 000^  |
| Канада (Music Canada)                                       | Платиновый    | 100 000^ |
| США (RIAA)                                                  | Золотой       | 500 000^ |
| Швейцария (IFPI Switzerland)                                | Золотой       | 25 000^  |
| Швеция (GLF)                                                | Золотой       | 50 000^  |
| ^ Данные о тиражах приведены только на основе сертификации. |               |          |